# Бегейнендейк
Бегейнендейк (нидерл. Begijnendijk) — коммуна на севере провинции Фламандский Брабант (Лёвенский округ), Фландрия, Бельгия. Официальный язык — нидерландский. Бегейнендейк граничит с провинцией Антверпен на севере. Общая площадь коммуны составляет 17,62 км², плотность населения — 548 чел. на км². Общая численность населения — 9 647 чел. (1 января 2008, оценка).